# Euphorbia vandermerwei
Euphorbia vandermerwei là một loài thực vật có hoa trong họ Đại kích. Loài này được R.A.Dyer mô tả khoa học đầu tiên năm 1937.